# Veľopolie
Veľopolie je obec na Slovensku v okrese Humenné v Prešovském kraji ležící v údolí řeky Laborec na jižním okraji Nízkých Beskyd.
První písemná zmínka pochází z roku 1430. Nachází se zde římskokatolický kostel Navštívení Panny Marie.